# Nannophyopsis chalcosoma
Nannophyopsis chalcosoma – gatunek ważki z rodziny ważkowatych (Libellulidae).